# Сінт-Анна-тер-Мейден
Сінт-Анна-тер-Мейден (нід. Sint Anna ter Muiden) — місто в громаді Сльойс (Зеландська Фландрія), Нідерланди.
Населений пункт був заснований не пізніше кінця XII століття, в 1242 році Томас II Савойський і Жанна I Фландрська присвоїли йому статус міста. До 1880 року Сінт-Анна-тер-Мейден була окремою комуною, після став частиною громади Кресі. 
В даний час місто знаходиться на кордоні з Бельгією, на його території знаходиться найзахідніша точка країни. Населення — 50 чоловік (2006), в Нідерландах є лише один населений пункт (Ставерден) зі статусом міста, де населення менше.
У місті збереглася готична церква XIV століття.

## Галерея

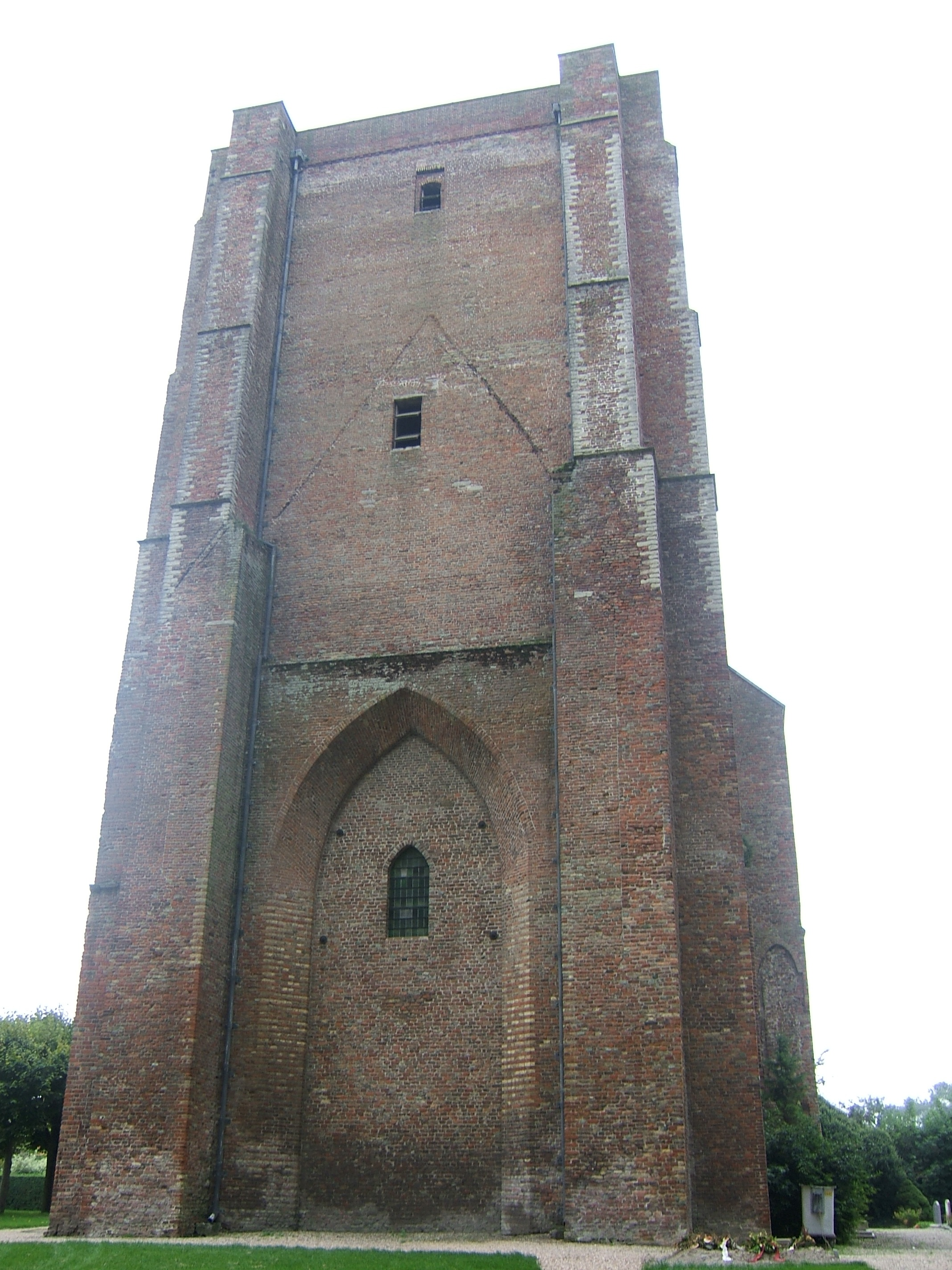
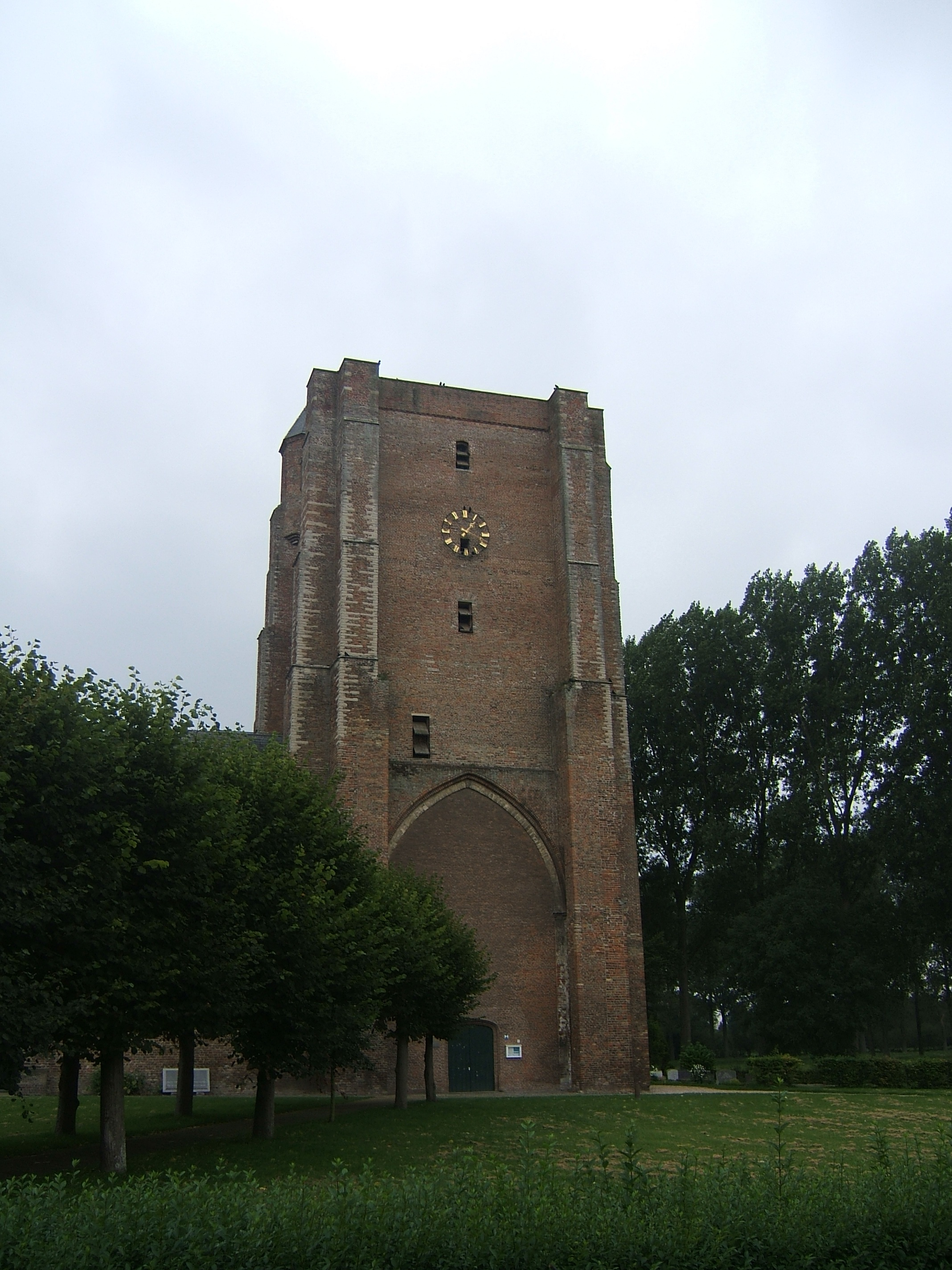
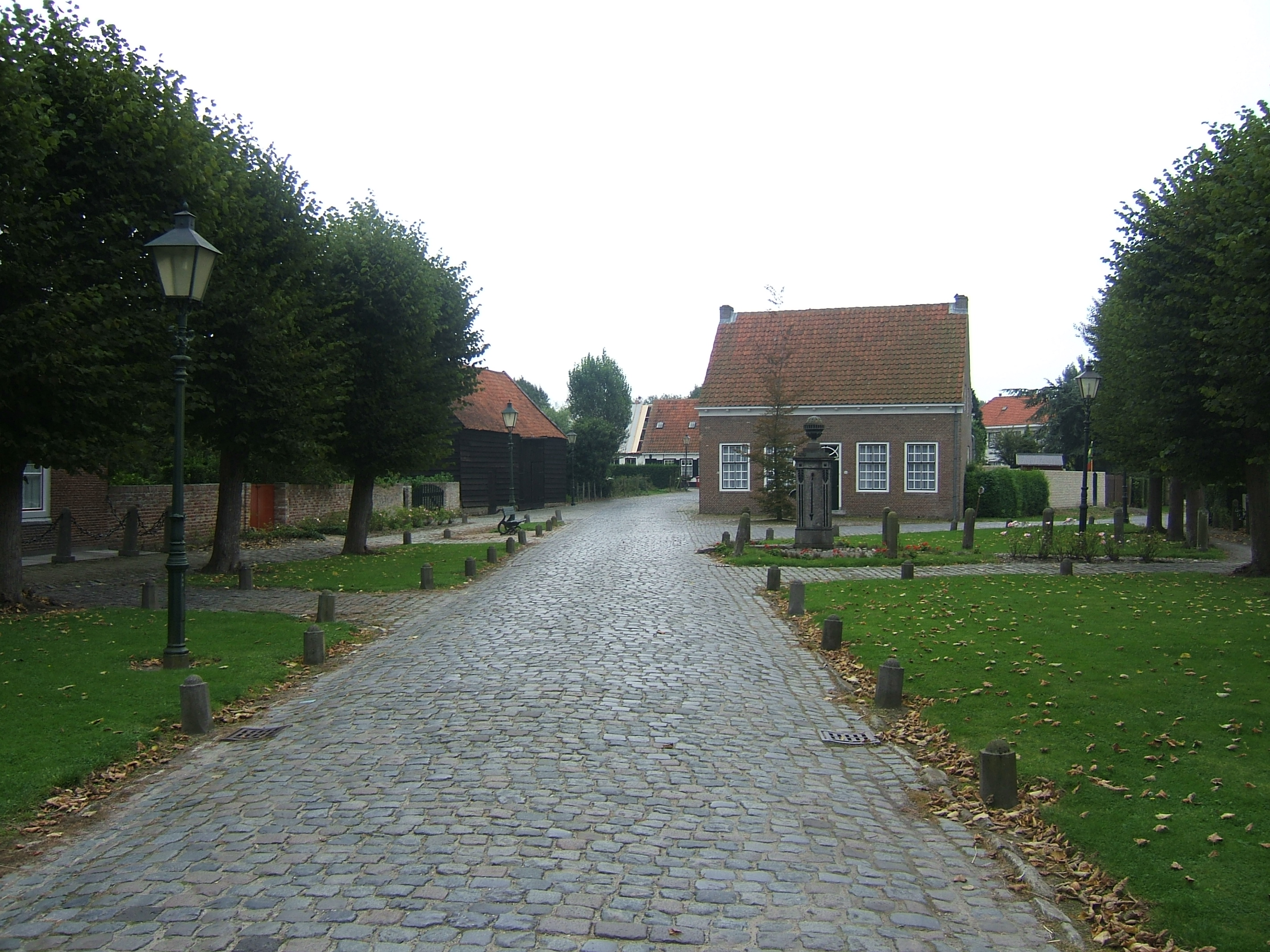
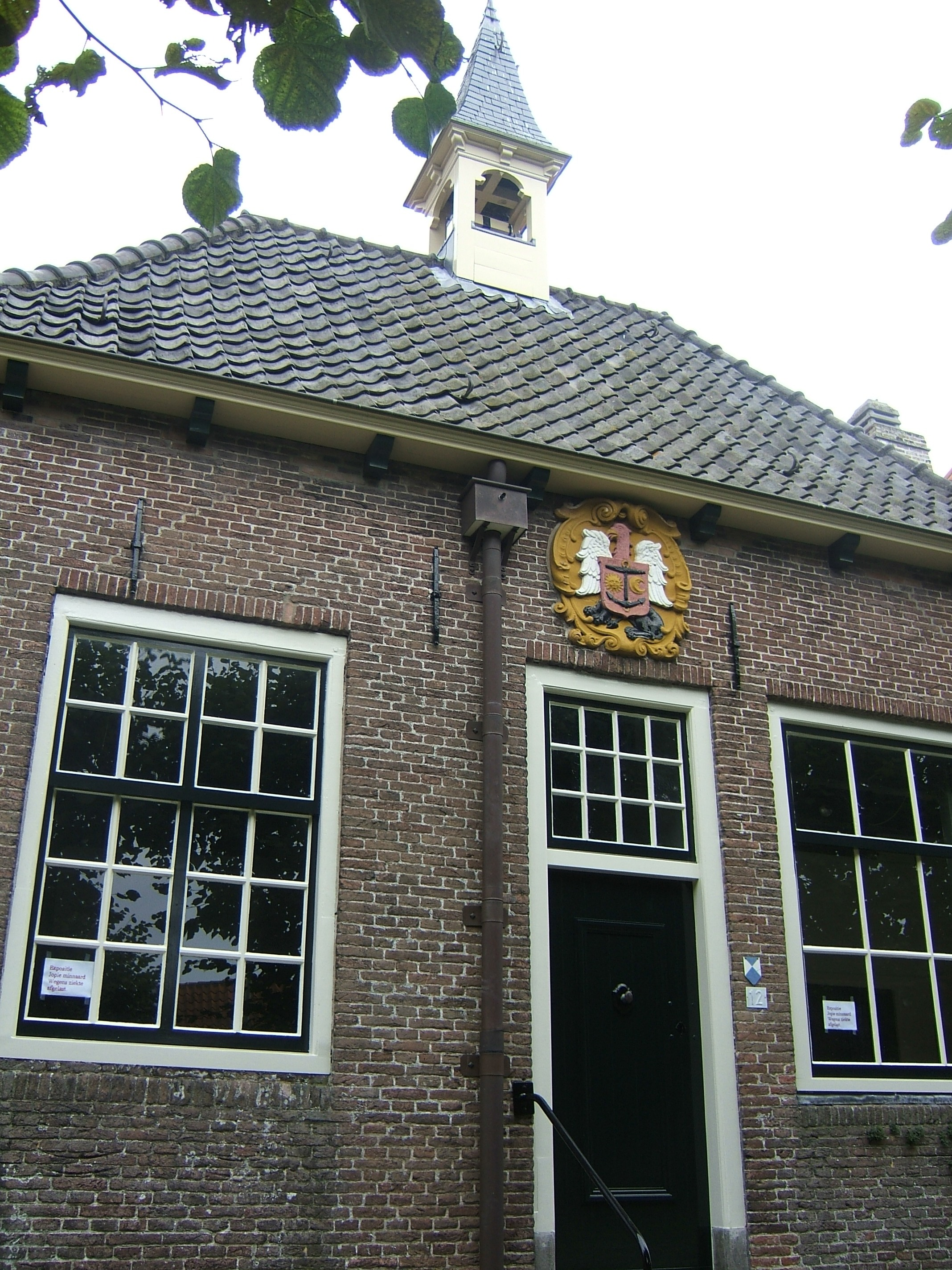